# فولكر بيسبرس

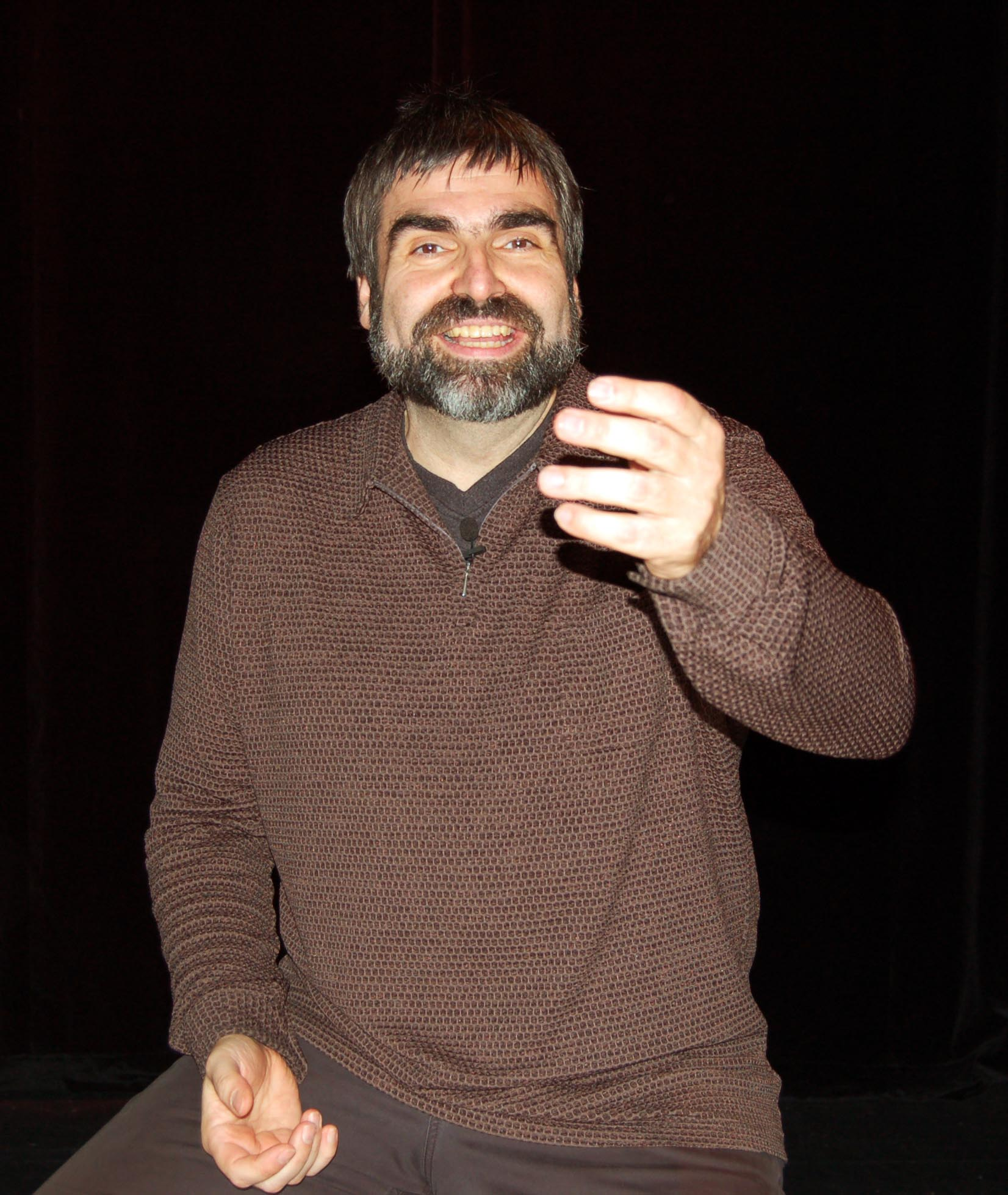
فولكر بيسبرس عام 2006

فولكر بيسبرس  Volker Pispers وُلد بتاريخ 18-01-1958 في مدينة ريدت (Rheydt) في ولاية شمال الراين-وستفاليا في ألمانيا هو مفكر وكوميدي ألماني اختص عمله بالمجال السياسي، وخاصة المحلي منه. لكنه لم يخلُ من أعمال تخلخلت السياسة العالمية وتُرجمت إلى الإنجليزية.

## حياته
بعد انهائه للثانوية العامة في مدرسة اودن كيرخن (Odenkirchen [الألمانية]) انتقل فولكر إلى مدينة بون عام 1976 ودرس هناك اللغة الانجلزية وآدابها (English studies) والديانة المسيحية الكاثوليكية.
بعدها أكمل دراسته في مدينة منستر في نفس الولاية.
في عامي 1979 و 1980 عمل فولكر كمستشار في اللغات الاجنبية في بريطانيا واكتشف هناك موهبته للعمل الكوميدي الناقد. يعيش فولكر في قسم من مدينة دوسلدورف تُدعى دوسلدورف اوبار كاسل Düsseldorf Oberkassel [الألمانية] وهو متزوج.

## الكوميديا
رجوعا إلى مدينة منستر شارك فولكر في كثار من النشاطات المسرحية الطلابية وظهر عام 1982 للمرة الأولى ككوميدي في الاحتفال الفني الإعلامي (Kleinkunst) لمجلة منستر.
عام 1983 كان الظهور الفردي الأول له بِعنوان (من يستطيع! Wer kann). في نفس العام أنهى دراسته واجتاز امتحان الدولة(امتحان الدولة الألماني) للتدريس في المدارس الثانوية.
في عام 1985 ظهر كممثل في مسرح فولفغانج بورخرت (Wolfgang Borchert Theater) في مدينة منستر ونُشِر ثاني أعماله الفردية بعنوان (Hamburger – Speeseburger – Bundesburger).
في عام 1986 ترك فولكر عمله كمدرس للغة الإنجليزية في معهد ترجمة منستر (Dolmetscher-Institut Münster) وتخلى أيضا عن عمله المسرحي ورَكز منذ تلك النقطة على العمل الكوميدي الناقد وحده ونشر عمله الثالث بعنوان (الأصلي والمُزَور، بالألمانية: Orginal und Fälschung).
تتابعت أعماله في مجال الكوميديا الساخرة في المجال السياسي وكان من أهمها سلسة من البرامج التي عُرضت على قناة 3-SAT الألمانية بداية من عام 2002 بعنوان: (إلى اللقاء من جديد، بالألمانية:Bis Neulich).
في هذه السلسة انتقد فولكر النظام الرأسمالي، ودو الولايات المتحدة فيما يتعلق بالإرهاب العالمي، كما انتقد الكثير من السياسات المحلية على المديين السياسي والاقتصادي. من أشهر ما عرضه كان في عام 2007 حيث تناول مواضيع متعلقة بالحروب التي حدثت من الحرب العراقية الأيرانية مرورا بغزو الروس لأفغانستان في سبعينيات القرن المنصرم وانتهاء بغزو العراق عام 2003. تم ترجمة هذا العمل للإنجليزية أيضاً (الحلقة كاملة).

## كتبه
أصدر فولكر بيسبرس عدة كتب (باللغة الألمانية) خلال مسيرته الكوميدية:
- 1996: Volkerkunde. ISBN 3-931265-04-8.
- 2001: Gefühlte Wirklichkeiten. ISBN 3-931265-34-X.
- 2003: Volkerkunde. Erweiterte Jubiläumsausgabe. ISBN 3-931265-40-4.
- 2014: RadioAktiv - Hörfunkglossen aus 13 Jahren. ISBN 978-3-944304-03-8.

## الجوائز
- 1988 – (Mönchen)-مونشنغلادباخ satire award
- 1989 – Kulturpreis der Sparkassen-Kulturstiftung Rheinland (Sponsorship award)
- 1996 – Mindener Stichling; Deutscher Kleinkunstpreis (cabaret category)
- 1998 – Memminger Maul; Kleinkunstmaske Garching; Gaul von Niedersachsen
- 2000 – AZ-Stern des Jahres of Abendzeitung aus München  [لغات أخرى]‏
- 2003 – Obernburger Ehrenmühlstein
- 2004 – بوخولت Pepperoni
- 2005 – Cabaret award „Knurrhahn“ sponsored by the city of فيلهلمسهافن؛ Deutscher Kabarettpreis (Main award)
- 2006 – Bayerischer Kabarettpreis (Main award)
- 2007 – Morenhovener Lupe

## روابط خارجية
- فولكر بيسبرس على موقع IMDb (الإنجليزية)
- فولكر بيسبرس على موقع مونزينجر (الألمانية)
- فولكر بيسبرس على موقع ميوزك برينز (الإنجليزية)
- فولكر بيسبرس على موقع ديسكوغز (الإنجليزية)
- فولكر بيسبرس على موقع قاعدة بيانات الفيلم (الإنجليزية)

## مواضيع ذات صلة
- كلاوس فون فاغنر
- ماكس اوتوف